# Alfred Nzo

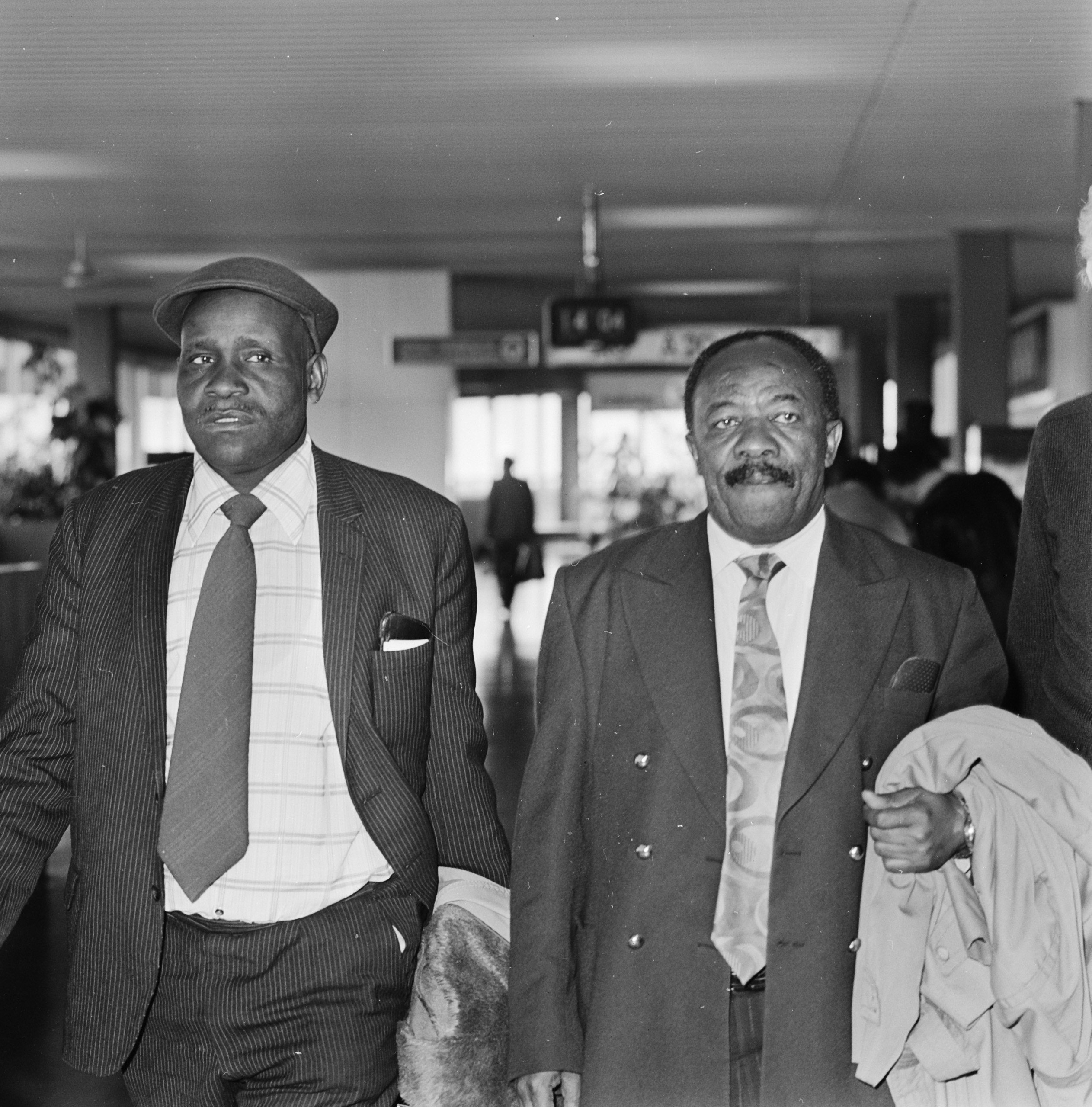
Thomas Nkobi (l.) und Alfred Nzo (r.) im Jahre 1977 auf dem Flughafen Schiphol

Alfred Baphethuxolo Nzo (* 26. Mai 1925 in Benoni oder Elliot; † 13. Januar 2000 in Randburg, Johannesburg) war ein südafrikanischer Politiker, der lange als Generalsekretär des African National Congress (ANC) und von 1994 bis 1999 als Außenminister tätig war.

## Leben
Nzo wurde 1925 geboren. Sein Vater war Angestellter einer Bergwerksgesellschaft in Benoni. Alfred Nzo besuchte zunächst die Roman Catholic Missionary School in Mariazell bei Matatiele, nachfolgend die Missionsschule Healdtown Native School bei Fort Beaufort in der heutigen Provinz Ostkap. 1945 begann er ein Studium für den Bachelor of Science an der South African Native College. Im zweiten Studienjahr brach er das Studium ab und wurde Mitglied der ANC Youth League.
Er zog in das Township KwaDukathole bei Germiston und ließ sich dort zum ersten schwarzen Gesundheitsinspektor Südafrikas ausbilden. Ab 1951 übte er diese Tätigkeit in Alexandra aus. 1952 nahm er an der Defiance Campaign teil. 1956 wurde er ANC-Vorsitzender in Alexandra, 1957 organisierte er den zwischen Januar und März verlaufenden Bus-Boykott von Alexandra, in dessen Folge eine Preiserhöhung zurückgenommen werden musste. 1958 wurde er in das National Executive Committee des ANC gewählt. Nzo verlor jedoch seinen Arbeitsplatz Ende 1958 und wurde mehrfach nach section 10 des Native Urban Areas Act verhaftet und 1961 fünf Monate inhaftiert. Am 2. Januar 1959 begann er eine hauptamtliche Tätigkeit als Verwaltungsleiter des ANC-Hauptquartiers in Johannesburg. Das politische Engagement veranlasste die damalige Regierungsmacht zu Reaktionen. Seinen persönlichen Aufenthaltskreis schränkten die Apartheidsbehörden 1961 auf Mofolo ein und im November 1962 galt für ihn ein 24-stündiger Hausarrest. Im Verlauf dieses Jahres wurden in einem Gerichtsprozess nach der All-In Africa Conference gegen ihn Beschuldigungen erhoben. Ab dem 24. Juni 1963 verhängte der Security Branch der südafrikanischen Polizei gegen ihn einen 238-tägigen Arrest. Im Februar 1964 kam er wieder frei, ohne dass belastende Vorwürfe zur Geltung kamen. Die Exilführung des ANC unter Oliver Tambo legte ihm nahe, ins Ausland zu gehen. Nzo verließ Südafrika am 22. März 1964.
Er vertrat ab September 1964 als Vizerepräsentant den ANC in Ägypten mit Dienstsitz in Kairo, ab August 1967 als Hauptrepräsentant in New Delhi (Indien). Im April 1969 wählte man ihn bei der Morogoro-Konferenz in Tansania zum neuen Generalsekretär des ANC, wodurch er nach Morogoro übersiedelte, durch die Verlegung des Hauptquartiers folglich nach Lusaka in Sambia. 1985 wurde er bei der Kabwe-Konferenz in Sambia in dieser Funktion wiedergewählt. 1989 gehörte er zu der ANC-Delegation, die erstmals Verhandlungen über ein Ende der Apartheid mit Vertretern der regierenden Nasionale Party führte. 1991 verlor er die Wahl zum Generalsekretär gegen Cyril Ramaphosa, er erhielt das Amt des stellvertretenden Vorsitzenden der Sicherheitsabteilung des ANC.
1994 gewann der ANC die Parlamentswahlen und Nzo auf dem Listenplatz 44 einen Parlamentssitz. Im Mai 1994 wurde er in die neue Regierung zum Außenminister berufen und übte dieses Amt unter dem Präsidenten Nelson Mandela bis zu den Wahlen 1999 aus. Während seiner Amtszeit trat Südafrika unter anderem der Organisation für Afrikanische Einheit, der Bewegung der Blockfreien Staaten und dem Commonwealth of Nations bei. Nach dieser Wahlperiode zog sich Nzo aus der Politik zurück und erlitt im Dezember desselben Jahres einen Schlaganfall, an dessen Folgen er Anfang 2000 verstarb.

## Ehrungen
- 1985: Orden der Völkerfreundschaft des Präsidiums des Obersten Sowjets der Sowjetunion
- 2000: Benennung des Distrikts Alfred Nzo in der Provinz Ostkap
- 2003: Order of Luthuli in Gold (postum)

- Die Alfred Nzo Achievement Awards, Preise für Praktizierende im Bereich der Umwelthygiene, wurden ab 2002 vergeben, zuletzt 2015.[4]